# Pustularia mauiensis
Pustularia mauiensis is een slakkensoort uit de familie van de Cypraeidae. De wetenschappelijke naam van de soort is voor het eerst geldig gepubliceerd in 1967 door Burgess.